# Juan García de Basurto
Juan García de Basurto (Calahorra, 1477 – ¿?, c. octubre de 1547) fue un compositor español del Renacimiento. Una de sus aportaciones más famosas es su Missa in agendis mortuorum.

## Biografía
Los primeros datos que arrojan las fuentes datan de abril de 1517: en estas fechas, más concretamente durante la Semana Santa, Basurto era cantor de la Catedral de Tarazona, cuyo cabildo manifestó las «superiores habilidades para el canto» de éste; tanto fue así, que se le dotó con 1200 sueldos, cifra que ascendió hasta los 1600 sueldos (equivalentes a 100 florines de oro) en mayo de 1518.

[...] como sus mercedes sabrán, estaba aquí García de Basurto, cantor, algunos día había,
y habían visto su habilidad así en la Semana Santa como en las fiestas de Pascua, y veían lo mucho que satisfacía a la iglesia y el provecho y honra que había; que mirasen lo que les convenía y no fuese detenido si no satisfacía. [...] por todos los señores fue dicho que por ser una persona que convenía a la iglesia y no se esperaba de él si lo tomaban sino mucho provecho a los de la iglesia y honra, y que se debía tomar. Le propusieron dar hasta mil doscientos sueldos al año y él, luego, por servir a los señores, fue muy contento.
Cabildo metropolitano de la Catedral de Tarazona

Tras esto, el 1 de marzo de 1521 abandona su puesto de cantor en la Catedral de Tarazona para incorporarse como maestro de capilla en la Catedral de Nuestra Señora del Pilar, en Zaragoza. Meses más tarde (28 de septiembre de 1521) sería nombrado cantor y maestro de coro en la Catedral de Palencia, puesto que mantendría durante los siguientes tres años, hasta agosto de 1524. Más tarde, en 1531, los indicios apuntan a que cantó en la capilla de Isabel de Portugal, reina y emperatriz, consorte, de España y el Sacro Imperio Romano respectivamente, al igual que otros destacados músicos como Pedro de Pastrana (1480-1559) y Bartolomé Escobedo (1510-63) al servicio de Carlos V. Ocho años después, por mediación del Cardenal Juan Tavera (Toro, 16 de mayo de 1472 – Valladolid, 1 de agosto de 1545), el día 15 de octubre será nombrado maestro de capilla del cardenal, con un salario anual de 50000 (cincuenta mil) maravedíes; este nuevo puesto será mantenido hasta el 26 de septiembre de 1543, fecha en la que pasa a formar parte de la nueva capilla de Felipe II (al igual que su compañero Pedro de Pastrana). 
Será durante su servicio a Felipe II cuando fallezca, en 1547.

### Cronología
- ca. 1490: Nacimiento de Juan García de Basurto
- 1490-1517: Período de formación
- 1517: Cantor de la Catedral de Tarazona
- 1521:
  - 1 de marzo: Maestro de Capilla en la Catedral de Nuestra Señora del Pilar, Zaragoza
  - 28 de septiembre: Maestro de coro y cantor en la Catedral de Palencia
- 1524: Abandona su puesto en la Catedral de Palencia
- 1524-1531: ¿Período de composición?
  - ca. 1525: Escribe la Missa in agendis mortuorum
- 1531: Cantor en la capilla de Isabel de Portugal
- 1539-1543:
  - 8 de octubre de 1539: Maestro de capilla para el Cardenal Juan Tavera
- 1543-1547: Pasa a formar parte de la capilla de Felipe II
- 1547: Fallecimiento

## Obras y fuentes
La obra de Juan García de Basurto no es particularmente extensa; al contrario, tenemos constancia de muy pocas obras cuya autoría pueda ser atribuida con certeza, las cuales son:
- Missa in agendis mortuorum: Datada de ca.1525, se trata de una misa de réquiem a cuatro voces. Esta obra tiene la particularidad de contener fragmentos de otros autores. Así, solo el introito, el Kyrie y el Graduale están certeramente atribuidos a Basurto; en el tracto encontramos fragmentos de Sicut cervus del Réquiem de Ockeghem, así como en el communio encontramos fragmentos de la Missa pro defunctis de Brumel. También aparecen fragmentos de Pedro de Pastrana, Logroño, F. del Rey, Anchieta y F. de la Torre,[6] en E-Tz 5, fols. 68v - 72r
- Motete Angelus Domini locutus est, en tablatura para vihuela en
- Magnificat primi toni, a cuatro voces, del que se conserva una página en E-Tc 18
- Dic nobis Maria, motete a cuatro voces, en E-Tz 2/3 - 5
- Dum complerentur, motete a cuatro voces, en tablatura para vihuela en 1576/8, E. Daza: “Libro de música”
- Angelus domini, motete a cuatro voces, en tablatura para vihuela en 1576/8, E. Daza: “Libro de música”
- Benedicamus Domino, motete a cuatro voces, en E-Tz 2/3 - 5
- Tres misas (Missa popule meus; Missa Rex pacificus; Missa Sancta Trinitas), en el índice de E-Tz 15 (no hay registro musical)

Las fuentes que recogen las obras en cuestión son:
- RISM - E-Tc 18: Biblioteca Capitular de la Catedral Metropolitana, Toledo. Ms. 18
- RISM – E-Tz 2/3 - 5: Archivo Capitular de la Catedral, Tarazona. Mss. 2/3 – 5
- 1576/8, E. Daza: “Libro de música”
- 1552/35, D. Pisador: “Libro de música de vihuela”

## Discografía
- Capilla Peñaflorida: 2011 - Juan García de Basurto (c.1480-1548) video In agendis mortuorum. NB musika